# Smithfield (Wirginia Zachodnia)
Smithfield – miasto w Stanach Zjednoczonych, w stanie Wirginia Zachodnia, w hrabstwie Wetzel.